# José Freire Falcão
José Freire Falcão (ur. 23 października 1925 w Erere, zm. 26 września 2021 w Brasílii) – brazylijski duchowny katolicki, arcybiskup Teresiny i Brasilii, kardynał.

## Życiorys
Studiował w seminarium w Prainha, święcenia kapłańskie przyjął 19 czerwca 1949 w Limoeiro do Norte. Pozostał związany z diecezją Limoeiro do Norte – pracował tam jako duszpasterz, kierował diecezjalnym liceum katolickim, wykładał w seminarium i innych katolickich instytucjach edukacyjnych, koordynował pracę diecezjalnej Akcji Katolickiej. W kwietniu 1967 został mianowany biskupem koadiutorem Limoeiro do Norte (ze stolicą tytularną Vardimissa), przyjął sakrę 17 czerwca 1967, a w sierpniu 1967 przejął rządy w diecezji. W listopadzie 1971 przeszedł na stolicę arcybiskupią Teresina, a w lutym 1984 został arcybiskupem Brasilii.
Brał udział w obradach Konferencji Generalnych Episkopatów Latynoamerykańskich (1968 w Medellin, 1979 w Puebla, 1992 w Santo Domingo), był wiceprzewodniczącym Rady Episkopatów Latynoamerykańskich. Uczestniczył również w sesjach Światowego Synodu Biskupów w Watykanie, w tym specjalnej sesji poświęconej Kościołowi w Ameryce (1997). 28 czerwca 1988 Jan Paweł II wyniósł go do godności kardynalskiej, z tytułem prezbitera S. Luca a Via Prenestina.
W 1993 został powołany w skład Komisji Kardynalskiej ds. badania Organizacyjnych i Ekonomicznych Problemów Stolicy Świętej. 28 stycznia 2004 złożył rezygnację z rządów archidiecezją ze względu na podeszły wiek.
Brał udział w konklawe 2005, które wybrało papieża Benedykta XVI. 23 października 2005 w związku z osiągnięciem osiemdziesiątego roku życia utracił czynne prawo wyboru papieża w przyszłych konklawe.